# Миндер, Егор Филиппович
Егор (Георгий) Филиппович Миндер (?—1914) — потомственный дворянин, действительный статский советник с 1912 года, предприниматель и общественный деятель.

## Биография
Принадлежал к известной с начала XIX века немецкой семье аптекарей и врачей, выходцев из Ганновера. Отец — Johann Philipp Minder, братья — Александр (1850—1919, почётный гражданин, московский 2-й гильдии купец) и Павел (1858—1925).
Служил в Прусской армии подпоручиком. Окончил Императорское Московское техническое училище в 1880 году, получив специальность инженера-механика. С 4 мая 1883 года работал на Вознесенской мануфактуре директором правления в поселке Муромцево, ныне город Красноармейск Московской области. В этой должности Е. Ф. Миндер находился до конца жизни.
С 1890 года входил в состав членов Тюремного комитета Дмитровского уезда. Был Почётным блюстителем Вознесенского и Сергиево-Посадского мужских двухклассных училищ, за что получал в 1892 и 1893 годах признательность Министерства народного просвещения. Также являлся попечителем Александро-Мариинского приюта Ведомства учреждений императрицы Марии в Москве на Старой Басманной улице.

### Семья

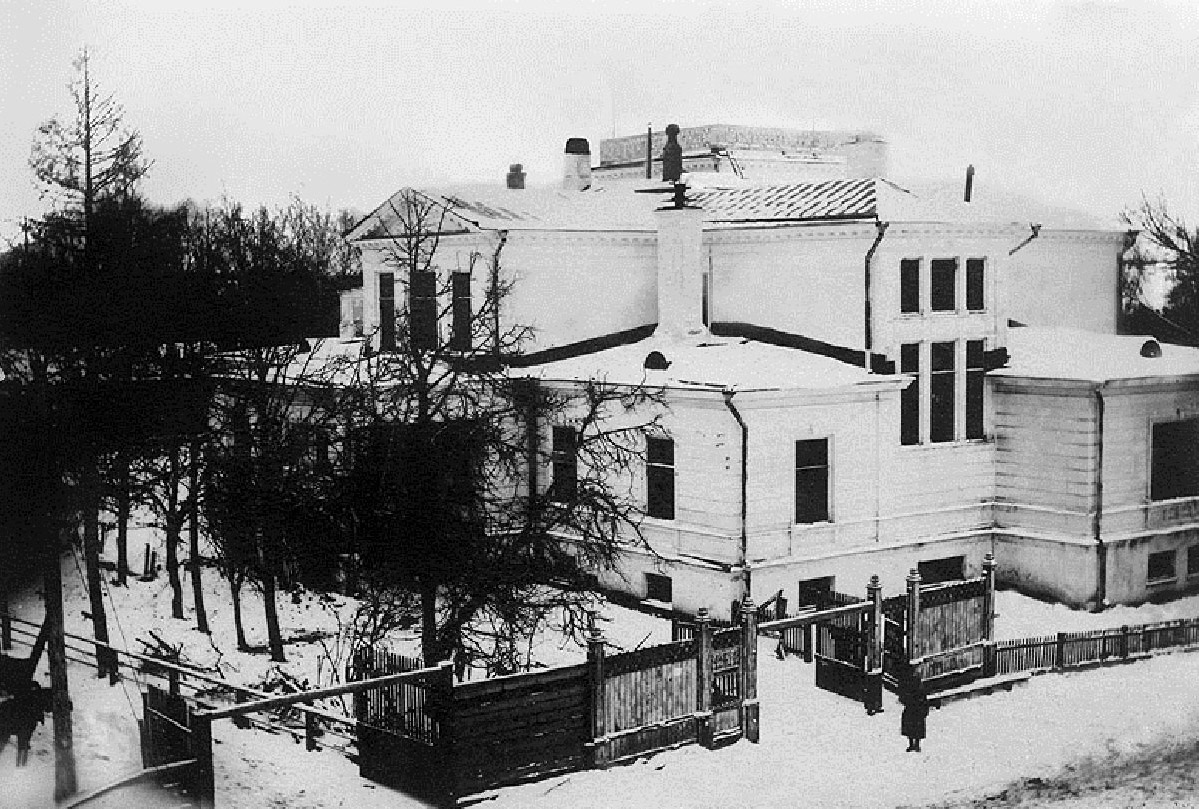
Дом Миндера до революции

- Первая жена — Софья Александровна, московская домовладелица. У них были сын Александр и дочь Адель.
- Вторая жена — Алиса Владимировна (в девичестве Бер), попечительница Рахмановского училища.

Семья Е. Ф. Миндера жила в особняке из 35 комнат. Дом окружал замечательный парк с розарием, украшенный скульптурами. В советское время в доме находился Детский сад и столярные мастерские. В ночь с 29 на 30 января 1996 года этот памятник деревянного зодчества сгорел дотла.